# Antalarmin
Antalarmin je lek koji deluje kao antagonist kortikotropin-oslobađajućeg hormonskog receptora 1. 
Kortikotropin-oslobađajući faktor (CRF), takođe poznat kao kortikotropin-oslobađajući hormon, je endogeni peptidni hormon oslobođen u responsu na razne stimuluse kao što su hronični stres i adikcija na droge. To zatim inicira oslobađanje kortikotropina (ACTH), hormona koji učestvuje u fiziološkom responsu na stres. Smatra se da hronično oslobađanje CRF i ACTH hormona direktno ili indirektno učestvuje u mnogim štetnim fiziološkim efektima hroničnog stresa, kao što su eksesivno oslobađanje glukokortikoida, dijabetes melitus, osteoporoza, čir na dvanaestopalačnom crevu, anksioznost, depresija, i razvoj visokog krvnog pritiska i konsekventni kardiovaskularni problemi.
Antalarmin je nepeptidni lek koji blokira CRF-1 receptor, i kao posledica toga, umanjuje oslobađanje ACTH-a u responsu na hronični stres. Na životinjskim studijama je pokazano da redukuje response na stresne situacije, i stoga se smatra da antalarmin, ili noviji CRF antagonisti u razvoju, mogu da budu korisni u umanjenju nepoželjnih zdravstvenih posledica hroničnog stresa kod ljudi, i da imaju potencijal za primenu u lečenju anksioznosti, depresije, i adikcije na droge.
Rezultati do sada sprovedenih ispitivanja su prilično ograničeni. Neki od CRF antagonista su pokazali antidepresivno dejstvo, ali oni nije uporedivo sa konvencijalnim antidepresivima. Pozitivniji rezultatu su zabeleženi kad se antalarmin koristi u kombinaciji sa SSRI antidepresivima, što sugerira postojanje potencijalnog sinergističkog dejstva. Ohrabrujući rezultati su takođe nađeni u primeni antalarmina kao potencijalnog leka za anksioznost i stresom indukovanu hipertenziju.

## Literatura
1. ↑  Zoumakis E, Rice KC, Gold PW, Chrousos GP. Potential uses of corticotropin-releasing hormone antagonists. Annals of the New York Academy of Sciences. 2006 Nov;1083:239-51.
2. ↑  Ducottet C, Griebel G, Belzung C. Effects of the selective nonpeptide corticotropin-releasing factor receptor 1 antagonist antalarmin in the chronic mild stress model of depression in mice.  Ducottet, Cecile; Griebel, Guy; Belzung, Catherine (јун 2003). „Effects of the selective nonpeptide corticotropin-releasing factor receptor 1 antagonist antalarmin in the chronic mild stress model of depression in mice”. Progress in Neuropsychopharmacology and Biological Psychiatry. 27 (4): 625—31. doi:10.1016/S0278-5846(03)00051-4..

## Spoljašnje veze
- Antalarmin[мртва веза]

|  | Molimo Vas, obratite pažnju na važno upozorenje u vezi sa temama iz oblasti medicine (zdravlja). |